# Pantoporia rufula
Pantoporia rufula är en fjärilsart som beskrevs av Nicéville 1886. Pantoporia rufula ingår i släktet Pantoporia och familjen praktfjärilar. Inga underarter finns listade i Catalogue of Life.